# Brock Osweiler
Brock Alan Osweiler (nascido em 22 de novembro de 1990) é um ex-jogador de futebol americano que jogava na posição de quarterback na National Football League (NFL). Osweiler jogou futebol universitário na Universidade do Estado do Arizona e foi draftado pelo Denver Broncos na segunda rodada do Draft da NFL de 2012.
Durante seu quarto ano com os Broncos, Osweiler foi membro da equipe que ganhou o Super Bowl 50 sobre o Carolina Panthers. Essa temporada marcou sua primeira aparição como titular quando ele substituiu Peyton Manning que estava machucado, e durante esse período ganhou um jogo contra o Tom Brady, Quarterback do New England Patriots. Manning retomou a titularidade durante a pós-temporada.

## Primeiros anos
Nascido em Coeur d'Alene, Idaho, Osweiler foi criado por seus pais, Kathy e John Osweiler, em Kalispell, Montana. Osweiler estudou na Flathead High School. O irmão mais velho de Osweiler, Tanner, jogou futebol universitário na Associação Nacional de Atletismo Intercolegial (NAIA) na Montana Tech em Butte. Seu pai recebeu ofertas de bolsas para jogar futebol americano em Montana e em Montana State, mas acabou optando por ingressar no ensino militar do ensino médio.
Osweiler jogou futebol americano e basquete; o futebol era o esporte dominante em Montana, então Osweiler viajava para os estados vizinhos para disputar campeonatos de basquete da União Atlética Amadora (AAU) em Oregon, Seattle e Washington. Em 2006, após seu primeiro ano do ensino médio, ele se comprometeu com a Universidade de Gonzaga em Spokane para jogar basquete, mas depois decidiu se concentrar em jogar futebol americano. Em seu último ano, ele foi o Jogador do Ano da Gatorade de 2008-2009 depois de completar 189 passes para 2.703 jardas e 29 touchdowns; ele também correu por 700 jardas em 162 corridas com 13 touchdowns.

## Carreira na Faculdade

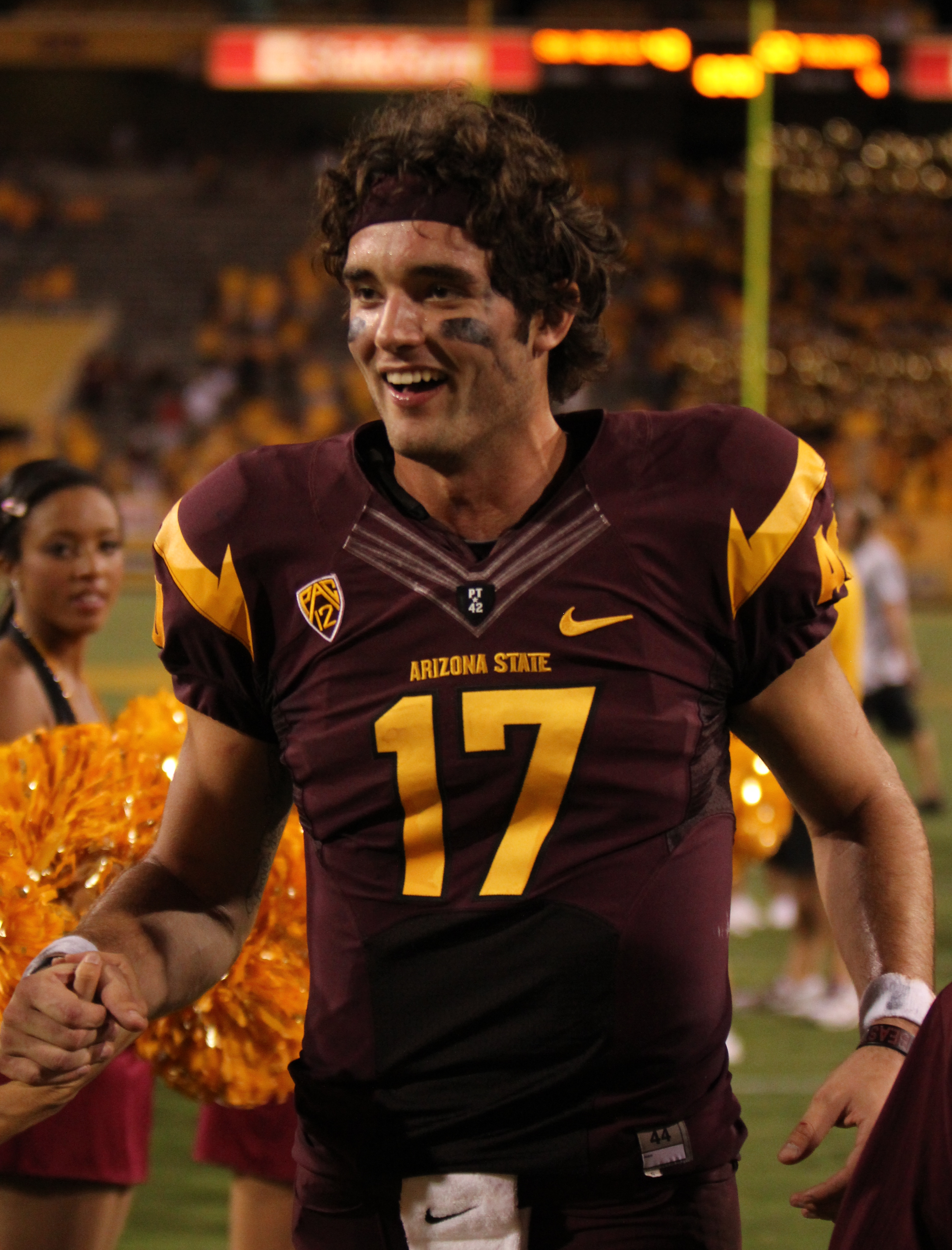
Osweiler durante um jogo por Arizona State em 2011

Osweiler optou por estudar na Universidade Estadual do Arizona mesmo tendo ofertas de bolsas de estudo de Stanford e Washington State.
Como um calouro em 2009, Osweiler jogou em seis jogos. Ele se tornou o primeiro calouro a iniciar um jogo no Sun Devils desde Jake Plummer em 1993. Ele terminou a temporada completando 24 passes para 249 jardas com dois touchdowns e duas interceptações. No segundo ano, ele jogou novamente em seis jogos. Na temporada, ele completou 62 passes para 797 jardas, cinco touchdowns e nenhuma interceptação.
Em 2011, ele assumiu como quarterback titular após a aposentadoria de Steven Threet. Ele terminou a temporada com 4,036 metros e 26 touchdowns.

### Estatísticas
| Ano   | Equipe        | Passe | Passe | Passe | Passe | Passe | Passe | Passe | Passe | Corrida | Corrida | Corrida | Corrida |
| Ano   | Equipe        | Cmp   | Att   | Pct   | Yds   | Y/A   | TD    | Int   | Rtg   | Att     | Yds     | Avg     | TD      |
| ----- | ------------- | ----- | ----- | ----- | ----- | ----- | ----- | ----- | ----- | ------- | ------- | ------- | ------- |
| 2009  | Arizona State | 24    | 55    | 43.6  | 249   | 4.5   | 2     | 2     | 86.4  | 16      | 7       | 0.4     | 0       |
| 2010  | Arizona State | 62    | 109   | 56.9  | 797   | 7.3   | 5     | 0     | 133.4 | 38      | 124     | 3.3     | 1       |
| 2011  | Arizona State | 326   | 516   | 63.2  | 4,036 | 7.8   | 26    | 13    | 140.5 | 83      | 90      | 1.1     | 3       |
| Total | Total         | 412   | 680   | 60.6  | 5,082 | 7.5   | 33    | 15    | 135.0 | 137     | 221     | 1.6     | 4       |

Fonte:

## Carreira profissional
Osweiler foi classificado como o sexto melhor quarterback no Draft da NFL de 2012 pela NFLDraftScout.com.

### Denver Broncos

#### Temporada de 2012
Osweiler foi selecionado com a 57ª escolha geral na segunda rodada do Draft da NFL de 2012 pelo Denver Broncos. Ele assinou um contrato de quatro anos no valor de U$3,516,000.
Osweiler fez sua estréia na NFL na Semana 4 da temporada de 2012 contra o Oakland Raiders. Os Broncos ganharam por 37-6. Ele jogou teve seu primeiro passe na semana 17, em uma vitória sobre o Kansas City Chiefs, completando 2 passes para 12 jardas.

#### Temporada de 2013
Em uma vitória da semana 4 contra o Philadelphia Eagles, Osweiler completou 2 passes para 10 jardas. Em uma vitória na semana 17 contra os Raiders, Osweiler completou 9 passes para 85 jardas.
Durante a semana 12, Osweiler foi colocado na linha defensiva na tentativa de bloquear o field goal da vitória do New England Patriots, já que ele era o membro mais alto da equipe com 2,01 m no momento.

#### Temporada de 2014
Em uma vitória na semana 7 contra o San Francisco 49ers, Osweiler tentou um passe mas ele foi incompleto. Durante a vitória por 41–17 contra os Raiders na semana 10, Osweiler completou 2 passes para 13 jardas. Durante a vitória por 22–10 contra o San Diego Chargers na semana 15, ele teve dois passes incompletos.
Osweiler lançou para seu primeiro touchdown da carreira contra os Raiders em 28 de dezembro de 2014.

#### Temporada de 2015

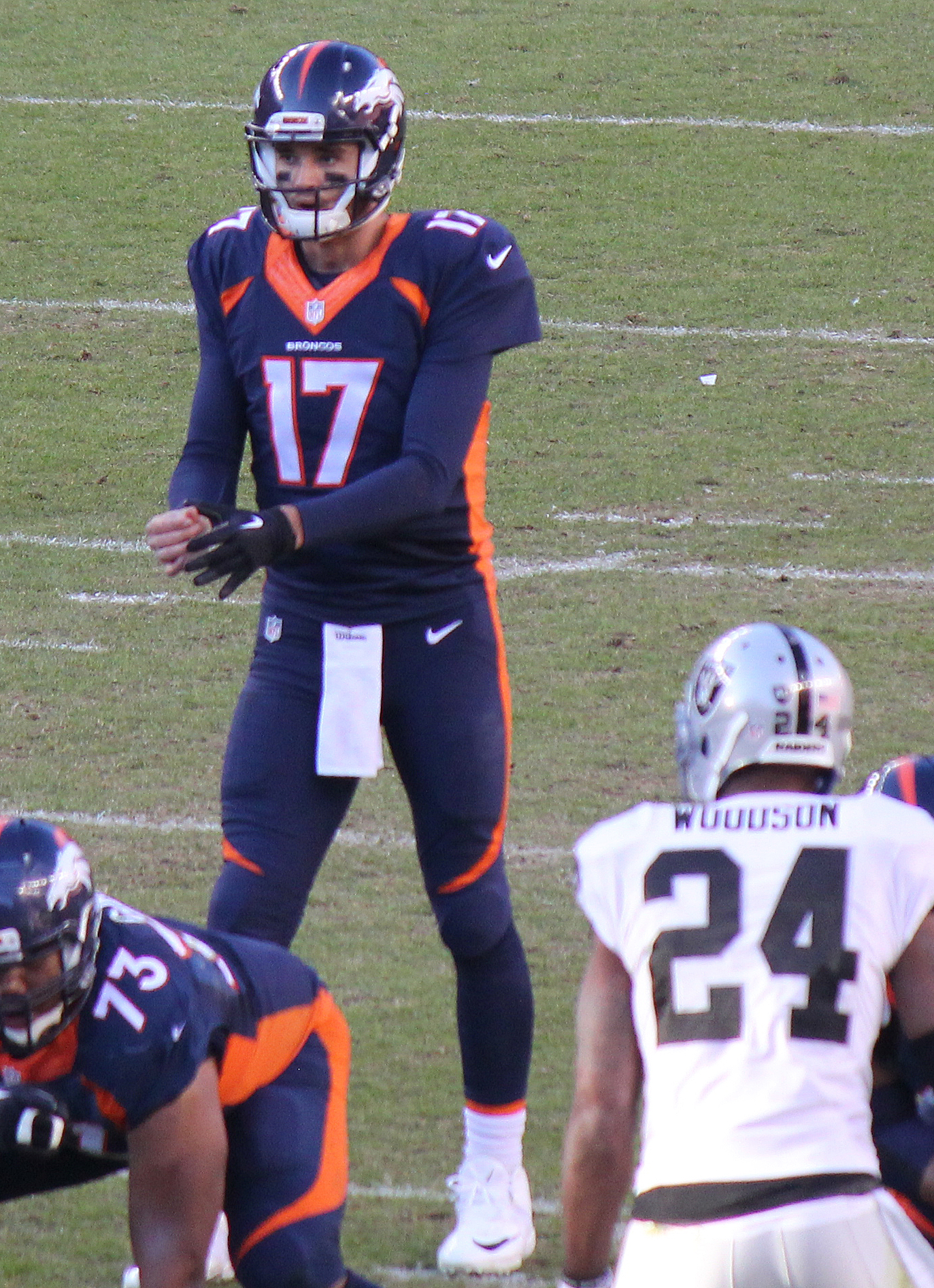
Osweiler durante um jogo dos Broncos contra o Oakland Raiders em 2015

Contra o Kansas City Chiefs em 15 de novembro de 2015, Osweiler assumiu o lugar de Peyton Manning, que foi pro banco após lançar quatro interceptações. Os Broncos anunciaram mais tarde que Osweiler iria começar no lugar do machucado Manning na semana seguinte contra o Chicago Bears.
Em sua primeira partida como titular, em seu aniversário de 25 anos, ele completou 20 passes para 250 jardas com dois touchdowns e uma classificação de 127,1 na vitória por 17-15 sobre o Bears, tornando-se o primeiro jogador a começar e vencer seu primeiro jogo na carreira em seu aniversário. Ele foi nomeado o Jogador Ofensivo da Semana da AFC o por seu desempenho contra o Bears. Osweiler foi presenteado com a bola do jogo após o jogo pelo treinador Gary Kubiak. No dia seguinte, foi anunciado que Osweiler iria ser titular na semana seguinte contra o New England Patriots.
Em 29 de novembro de 2015, Osweiler levou os Broncos a uma vitória sobre o então invicto Patriots na prorrogação por 30-24. Ele completou 23 passes para 270 jardas, um touchdown e uma interceptação. Osweiler foi titular em seu terceiro jogo consecutivo na semana 13 contra o San Diego Chargers. Ele terminou o jogo com 16 passes (61,5%) para 166 jardas, um touchdown e uma interceptação. Na semana seguinte, Osweiler sofreu sua primeira derrota por 15-12 para o Oakland Raiders. Ele fez 51 tentativas de passes (recorde da carreira), completando 35 para 308 jardas. Em 15 de dezembro, foi anunciado que Osweiler iria ser titular pelo quinto jogo consecutivo contra o Pittsburgh Steelers, embora Manning já tivesse voltado a treinar. Durante o jogo, Osweiler completou 21 passes para 296 jardas, 3 touchdowns e uma interceptação. Ele também correu 5 vezes para 19 jardas e um touchdown de sete jardas, mas os Broncos perderam por 34-27. Na semana 16, Osweiler foi titular em seu sexto jogo consecutivo contra o Cincinnati Bengals, completando 27 passes para 299 jardas e um touchdown em uma vitória por 20-17 na prorrogação. No final da temporada regular, em 3 de janeiro, Osweiler foi substituído por Manning no terceiro quarto depois de ter duas interceptações, Manning levou os Broncos a uma vitória por 27-20 sobre os Chargers e ajudou os Broncos a garantir a liderança na AFC. Em 7 de janeiro de 2016, a equipe anunciou que Osweiler sofreu uma lesão no ligamento colateral medial de seu joelho direito durante o jogo contra o San Diego Chargers.
Osweiler terminou a temporada de 2015 completando 170 passes (61,8%) para 1.967 jardas para 10 touchdowns e 6 interceptações, tendo uma classificação de 86,4 no quarterback. Ele também correu para 61 jardas em 21 tentativas e um touchdown. 
Em 7 de fevereiro de 2016, Osweiler foi reserva quando os Broncos venceram o Super Bowl 50 sobre o Carolina Panthers por um placar de 24 a 10.

### Houston Texans

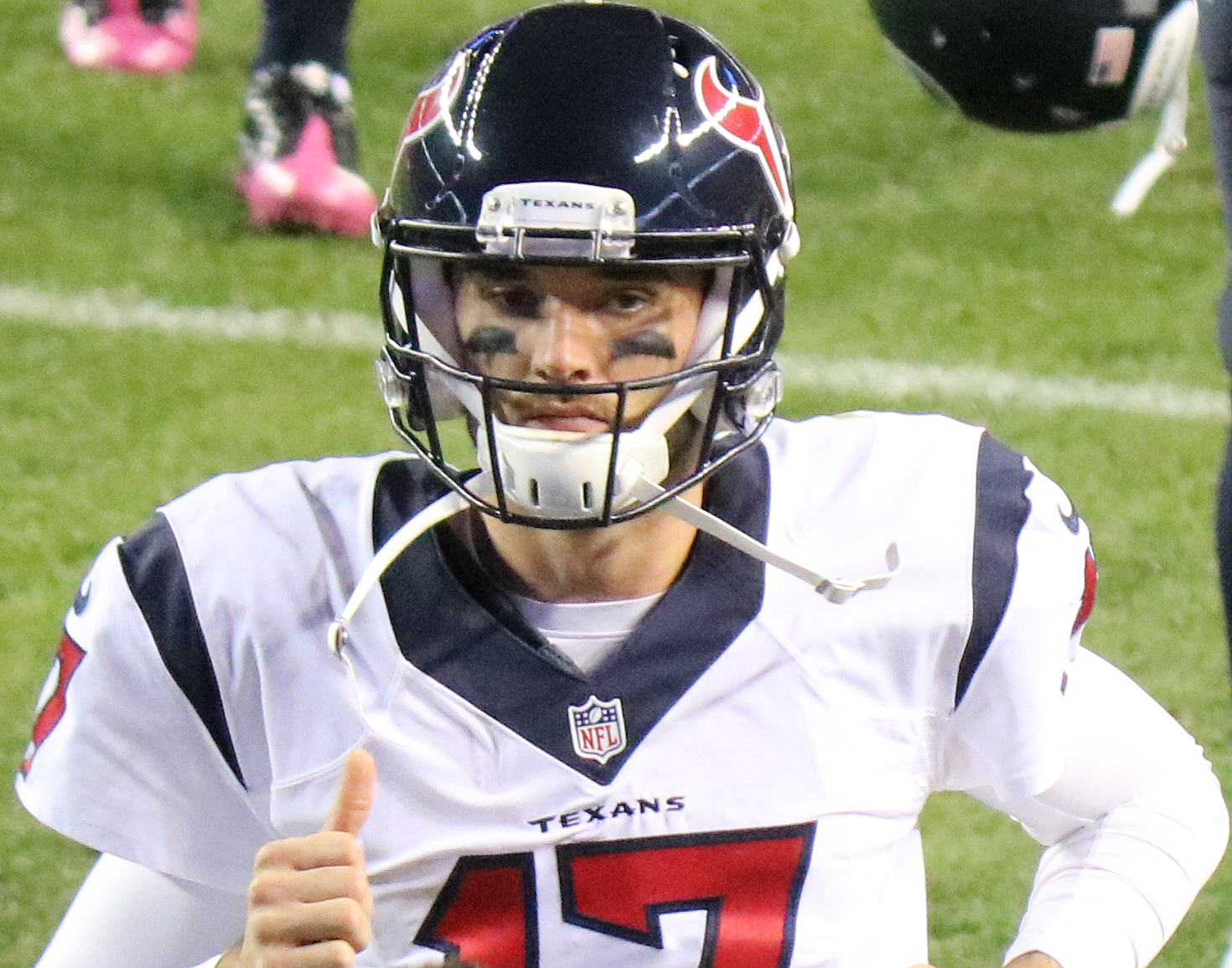
Osweiler com o Texans em 2016

Em 9 de março de 2016, Osweiler assinou um contrato de quatro anos no valor de U$ 72 milhões (U$ 37 milhões garantidos) com o Houston Texans.
Fazendo sua primeira partida com os Texans em 11 de setembro de 2016, Osweiler teve 231 jardas com 2 touchdowns e uma interceptação na vitória por 23-14 sobre o Chicago Bears. Na semana 15 contra os Jacksonville Jaguars, ele foi substituido por Tom Savage depois de ter lançado para duas interceptações no primeiro tempo. As duas intercepções elevaram o número total de interceptações da temporada para 16, estabelecendo um recorde da franquia em uma única temporada. Savage foi então nomeado o titular para o jogo contra o Cincinnati Bengals.
Na semana 17, Osweiler entrou no jogo substituindo Savage, que sofreu uma concussão. Osweiler completou 21 passes para 253 jardas e um touchdown, enquanto também correu para um touchdown de 1 jarda quando os Texans perderam para o Tennessee Titans por 24-17. No geral, ele terminou a temporada de 2016 com 2.957 jardas de passe, 15 touchdowns e 16 interceptações. Devido à lesão de Savage, Osweiler começou o jogo dos playoffs do Wild Card Round contra o Oakland Raiders. Durante o jogo, ele completou 14 passes para 168 jardas e um touchdown, enquanto também correu para 15 jardas e um touchdown, com os Texans ganhando por 27-14. Logo após o jogo, o técnico Bill O'Brien anunciou que Osweiler continuaria a ser o titular da equipe para o jogo da Divisional Round contra os New England Patriots, apesar de Savage ter sido liberado do protocolo de concussão. No Divisional Round, Osweiler completou 23 passes para 198 jardas, um touchdown e três interceptações, ele também correu para 18 jardas com os Texans perdendo por 34-16.

### Cleveland Browns

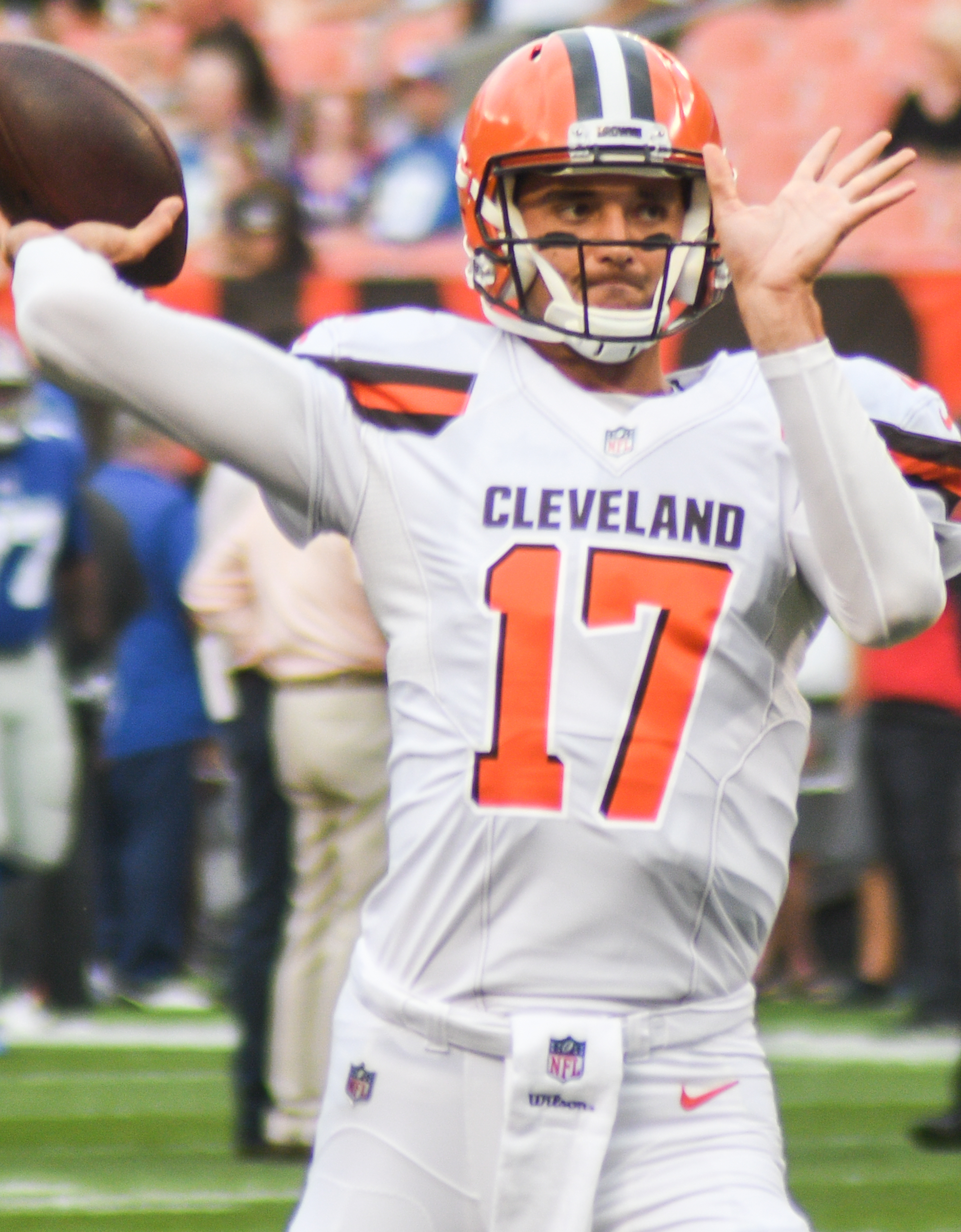
Osweiler com o Browns em 2017

Em 9 de março de 2017, Osweiler foi negociado para o Cleveland Browns, juntamente com a escolha da sexta rodada de 2017 e a escolha da segunda rodada de 2018 em troca da escolha compensatória da quarta rodada dos Browns em 2017. Esta troca foi denominada por Adam Schefter, da ESPN, como possivelmente o mais criativo da história da NFL.
Em 2 de setembro de 2017, Osweiler foi dispensado pelos Browns depois que o time nomeou o novato, DeShone Kizer, como titular.

### Denver Broncos (Segunda Passagem)
Em 2 de setembro de 2017, Osweiler assinou um contrato de um ano com o Denver Broncos depois que o quarterback reserva Paxton Lynch sofreu uma lesão no ombro.
Em 1 de novembro, foi anunciado que Osweiler iria ser titular da equipe na semana 9 contra o Philadelphia Eagles no lugar de Trevor Siemian. Nesse jogo, Osweiler terminou com 208 jardas, um touchdown e duas interceptações, quando os Broncos perderam por 51-23. Ele então foi titular nos próximos dois jogos da equipe contra New England Patriots e Cincinnati Bengals.
Em 21 de novembro, Lynch foi eleito o titular da equipe na semana 12. Lynch se machucou e Siemian acabou o substituindo. Na semana 15 contra o Indianapolis Colts, Siemian foi ferido e substituído por Osweiler. Osweiler jogou bem, lançando para 194 jardas e 2 touchdowns, quando os Broncos ganharam por 25-13. Osweiler foi titular na semana 16 contra o Washington Redskins. Ele teve 193 jardas e uma interceptação quando os Broncos perderam por 27–11.

### Miami Dolphins
Em 23 de Março de 2018, Osweiler assinou com o Miami Dolphins. Foi dispensado do time ao final de 2018.

### Estatísticas na NFL
| Legenda | Legenda                  |
| ------- | ------------------------ |
|         | Venceu o Super Bowl      |
| Negrito | Melhor marca da carreira |

#### Temporada regular
| Ano      | Time     | Jogos      | Jogos   | Passando | Passando | Passando | Passando | Passando | Passando | Passando | Passando | Correndo | Correndo | Correndo | Correndo | Sacks | Sacks  | Fumbles | Fumbles  |
| Ano      | Time     | Disputados | Titular | Cmp      | Ten      | Pct      | Jardas   | Média    | TD       | Int      | Rtg      | Ten      | Jardas   | Média    | TD       | Sck   | Jardas | Fum     | Perdidos |
| -------- | -------- | ---------- | ------- | -------- | -------- | -------- | -------- | -------- | -------- | -------- | -------- | -------- | -------- | -------- | -------- | ----- | ------ | ------- | -------- |
| 2012     | DEN      | 5          | 0       | 2        | 4        | 50%      | 12       | 3,0      | 0        | 0        | 56,2     | 8        | −13      | −1,6     | 0        | 0     | 0      | 0       | 0        |
| 2013     | DEN      | 4          | 0       | 11       | 16       | 68,8%    | 95       | 5,9      | 0        | 0        | 84,1     | 3        | 2        | 0,7      | 0        | 2     | 8      | 0       | 0        |
| 2014     | DEN      | 4          | 0       | 4        | 10       | 40%      | 52       | 5,2      | 1        | 0        | 90,4     | 8        | 0        | 0,0      | 0        | 0     | 0      | 0       | 0        |
| 2015     | DEN      | 8          | 7       | 170      | 275      | 61,8%    | 1 967    | 7,2      | 10       | 6        | 86,4     | 21       | 61       | 2,9      | 1        | 23    | 151    | 4       | 1        |
| 2016     | HOU      | 15         | 14      | 301      | 510      | 59%      | 2 957    | 5.8      | 15       | 16       | 72,2     | 30       | 131      | 4,4      | 2        | 27    | 206    | 5       | 1        |
| 2017     | DEN      | 6          | 4       | 96       | 172      | 55,8%    | 1 088    | 6,3      | 5        | 5        | 72,5     | 14       | 64       | 4,6      | 1        | 10    | 64     | 2       | 1        |
| 2018     | MIA      | 7          | 5       | 113      | 178      | 63,5%    | 1 247    | 7,0      | 6        | 4        | 86,0     | 8        | 21       | 2,6      | 0        | 17    | 130    | 1       | 1        |
| Carreira | Carreira | 49         | 30      | 697      | 1 165    | 59,8%    | 7 418    | 6,4      | 37       | 31       | 78,0     | 92       | 266      | 2,9      | 4        | 79    | 559    | 12      | 4        |

#### Pós temporada
| Ano      | Time     | Jogos      | Jogos   | Passando  | Passando  | Passando  | Passando  | Passando  | Passando  | Passando  | Passando  | Correndo  | Correndo  | Correndo  | Correndo  | Sacks     | Sacks     | Fumbles   | Fumbles   |
| Ano      | Time     | Disputados | Titular | Cmp       | Ten       | Pct       | Jardas    | Média     | TD        | Int       | Rtg       | Ten       | Jardas    | Média     | TD        | Sck       | Jardas    | Fum       | Perdidos  |
| -------- | -------- | ---------- | ------- | --------- | --------- | --------- | --------- | --------- | --------- | --------- | --------- | --------- | --------- | --------- | --------- | --------- | --------- | --------- | --------- |
| 2015     | DEN      | 0          | 0       | Não jogou | Não jogou | Não jogou | Não jogou | Não jogou | Não jogou | Não jogou | Não jogou | Não jogou | Não jogou | Não jogou | Não jogou | Não jogou | Não jogou | Não jogou | Não jogou |
| 2016     | HOU      | 2          | 2       | 37        | 65        | 56,9%     | 365       | 5,6       | 2         | 3         | 63,9      | 7         | 33        | 4,7       | 1         | 3         | 17        | 1         | 0         |
| Carreira | Carreira | 2          | 2       | 37        | 65        | 56,9%     | 365       | 5,6       | 2         | 3         | 63,9      | 7         | 33        | 4,7       | 1         | 3         | 17        | 1         | 0         |

## Vida pessoal
Osweiler casou com Erin Costales em fevereiro de 2015. Eles tiveram sua primeira filha, Blake Everly, em 2017.